# 52 Hz I Love You
《52 Hz I Love You》（中文片名《52赫茲我愛你》為副標題）是一部於2017年上映的臺灣音樂電影，由魏德聖執導，黃志明與吳明憲擔任監製，魏德聖、游文興及蘇達共同編劇。演員包含小玉、小球、舒米恩和米非等人。拍攝在2016年開始，為期39天。臺灣於2017年1月26日上映。

## 演員
- 小玉 飾演 小安：甜點師，暗戀蕾蕾
- 小球 飾演 小心：小心花店的老闆娘
- 舒米恩 飾演 游大河：歌手兼樂器店老闆
- 米非 飾演 蕾蕾：公務員，游大河的女友
- 張榕容 飾演 琦琦：與美美是對參加聯合婚姻的同志情侶
- 李千娜 飾演 美美：與琦琦是對參加聯合婚姻的同志情侶
- 林慶台 飾演 東師傅：小安的師傅
- 趙詠華 飾演 小阿姨：小心的小阿姨
- 鄭暐達 飾演 弟弟：小心的弟弟
- 孫睿 飾演 女友：小心的弟弟的女友
- 范逸臣 飾演 樂團成員：樂團吉他手兼主唱
- 馬念先 飾演 樂團成員：樂團貝斯手
- 民雄 飾演 樂團成員：樂團鍵盤手
- 應蔚民 飾演 樂團成員：樂團鼓手
- 田中千繪 飾演 服務生：身著黑色西裝，隨樂團音樂起舞
- 林曉培 飾演 服務生：身著黑色背心，隨樂團音樂起舞
- 安乙蕎 飾演 服務生：身著黃褐色背心，隨樂團音樂起舞
- 馬如龍 飾演 男客人，與女客人為夫妻一同進餐廳，向小心以代付帳單交換情人節花束
- 沛小嵐 飾演 女客人：與男客人為夫妻一同進餐廳
- 柯文哲 飾演 柯文哲，第15任臺北市市長，於聯合婚姻上擔任證婚人
- 葉芸希 飾演 櫃台妹：忙碌接電話收小安花

## 製作

### 拍攝
電影於2016年正式開鏡，並於同年3月在臺灣臺北市民生社區三民路一帶取景時，與民生社區居民溝通有所誤會，台北市電影委員會也出面澄清爭議。同年4月，請來臺北市市長柯文哲在片中以市長的身分演出一段劇情，且拍攝過程十分順利。該片耗資8,000萬新台幣，共拍攝39個工作天。
|          | 我覺得先前的《賽德克·巴萊》和《KANO》就像吃大餐，吃完會有飽足感和滿滿的能量，而這次的《52 Hz, I Love You》就像是精緻的下午茶甜點，看完之後會有甜蜜的幸福感，我想傳達的就是這種快樂的感覺。 |
| ——魏德聖 | |

## 發行
該片最早在11月5日的北美巡迴放映，第一站於加拿大蒙特利爾國家紀念碑劇場舉辦的特映會，由魁北克臺灣青年專業協會（TYPAQ）承辦，演員小球於映後與觀眾互動。同月19日，導演魏德聖與演員小玉在美國休斯頓舉辦特映會。而臺灣定於2017年1月26日在上映。此外，《52 Hz I Love You》將於同年12月16日在日本上映。發行後期推出K歌場次，讓演員與影迷同樂刺激票房。

### 票房
《52 Hz I Love You》於首週在全台共收穫2,280萬新台幣，於同期上映的賀歲國片中，電影險勝《健忘村》的2,200萬新台幣，但不敵《大釣哥》於首週的成績2,400萬新台幣居次。2017年2月1日，魏德聖在受訪時表示，儘管沮喪但沒失去信心，並提到先前《海角七號》的首週成績僅198萬新台幣，是而後憑藉著口碑擴散才創下5.3億新台幣的票房佳績。最終票房以新台幣4,627萬元賠本收場。

## 原聲帶
| 52Hz, I love you 電影音樂創作輯 | 52Hz, I love you 電影音樂創作輯                                  | 52Hz, I love you 電影音樂創作輯 | 52Hz, I love you 電影音樂創作輯 | 52Hz, I love you 電影音樂創作輯 | 52Hz, I love you 電影音樂創作輯        | 52Hz, I love you 電影音樂創作輯 |
| 曲序                            | 曲目                                                             |                                 | 作曲                            | 编曲                            | 演唱                                   | 时长                            |
| ------------------------------- | ---------------------------------------------------------------- | ------------------------------- | ------------------------------- | ------------------------------- | -------------------------------------- | ------------------------------- |
| 1.                              | 今天是情人節（It’s Valentine’s Day）                             | 嚴云農                          | 李正帆                          | 李正帆                          | 莊鵑瑛                                 | 5:05                            |
| 2.                              | 52赫茲我愛你（52 HZ, I love you）                                | 嚴云農                          | 李王若涵                        | 李正帆                          | 林忠諭、莊鵑瑛                         | 3:29                            |
| 3.                              | 是誰種了有刺的玫瑰（Rose with thorns）                           | 嚴云農                          | 李王若涵                        | 李正帆                          | 趙詠華、莊鵑瑛                         | 3:03                            |
| 4.                              | 愛情卡債（The debt of love）                                     | 嚴云農                          | 李正帆                          | 李正帆                          | 米非                                   | 4:58                            |
| 5.                              | 鏡子裡的你 鏡子外的我（Reflection of the mirror）                | 嚴云農                          | 李王若涵                        | 李正帆                          | 張榕容、李千娜                         | 2:38                            |
| 6.                              | 真愛履歷（Love resume）                                          | 嚴云農                          | 李王若涵                        | 李正帆                          | 莊鵑瑛、趙詠華、舒米恩                 | 4:58                            |
| 7.                              | Do Mi沒有Sol（Do and Mi without Sol）                            | 嚴云農                          | 馬念先                          | 李正帆                          | 舒米恩                                 | 5:17                            |
| 8.                              | 太陽雨（Sun rain）                                               | 嚴云農                          | 馬念先                          | 李正帆                          | 舒米恩、米非                           | 5:12                            |
| 9.                              | 一點苦一點甜（Bittersweet）                                      | 嚴云農                          | 李王若涵                        | 李正帆                          | 林慶台、林忠諭                         | 5:37                            |
| 10.                             | 開門關門（In and out of love）                                   | 嚴云農                          | 李正帆                          | 李正帆                          | 群星                                   | 5:29                            |
| 11.                             | 黃金比例（Golden ratio）                                         | 嚴云農                          | 李正帆                          | 李正帆                          | 蘇珮卿、林忠諭、莊鵑瑛、張榕容、李千娜 | 5:14                            |
| 12.                             | 丘比特也要愛（Cupid needs love）                                 | 嚴云農                          | 李王若涵                        | 李正帆                          | 趙詠華、林慶台、林忠諭、莊鵑瑛         | 3:45                            |
| 13.                             | 來得及（Not too late）                                           | 嚴云農                          | 蕭賀碩                          | 李正帆                          | 米非、舒米恩                           | 2:23                            |
| 14.                             | 命運還是機會（When fate meets chance）                           | 嚴云農                          | 李王若涵                        | 李正帆                          | 林忠諭、莊鵑瑛、舒米恩、米非           | 5:05                            |
| 15.                             | 十年（Ten years）                                                | 嚴云農                          | 舒米恩                          | 李正帆                          | 舒米恩、范逸臣                         | 3:38                            |
| 16.                             | 大世界小世界（Big world, small world）                           | 嚴云農                          | 舒米恩                          | 范逸臣、林振益                  | 范逸臣                                 | 3:57                            |
| 17.                             | 愛情就是啦啦啦（Du Lu Da La）                                    |                                 | 舒米恩                          | 李正帆                          | 林忠諭、莊鵑瑛、舒米恩、米非           | 2:23                            |
| 18.                             | 52赫茲我愛你“貝斯對話版”（52Hz, I love you “Bass Solo Version”） | 嚴云農                          | 李王若涵                        | 李正帆                          |                                        | 3:31                            |

## 参見
- 52赫茲鯨魚

## 外部連結
- 52 Hz I Love You的Facebook專頁
- 52 Hz I Love You的Instagram帳戶
- YouTube上的52 Hz I Love You頻道
- 互联网电影数据库（IMDb）上《52 Hz I Love You》的资料（英文）
- 爛番茄上《52 Hz I Love You》的資料（英文）
- AllMovie上《52 Hz I Love You》的资料（英文）
- Box Office Mojo上《52 Hz I Love You》的資料（英文）
- 開眼電影網上《52 Hz I Love You》的資料（繁體中文）
- Yahoo奇摩電影上《52 Hz I Love You》的資料（繁體中文）
- 雅虎香港電影上《52 Hz I Love You》的資料（繁體中文）
- 香港影庫上《52 Hz I Love You》的資料（繁體中文）
- 豆瓣电影上《52 Hz I Love You》的資料 （简体中文）
- 时光网上《52 Hz I Love You》的資料（简体中文）